# Замок Шаттенбург
Замок Шаттенбург — средневековый замок в городе Фельдкирх в Австрии. Один из самых хорошо сохранившихся замков Высокого средневековья в центральной Европе.
Как предполагают, название замка восходит к средневерхненемецкому «schaten», что означает «защита», «укрепление». В конце концов главной задачей замка была защита поселения, расположившегося у его подножия, а также торговых и военных путей на восток.

## История
В 1188 году граф Хуго III фон Тюбинген (†1228), примерно с 1200 года называвший себя Гуго фон Монфорт, перенёс свою резиденцию из Брегенца в недавно им же основанный город Фельдкирх. Одновременно на скале над городом был выстроен замок Шаттенбург, который к XIV веку постепенно превратился в центр управления графством (Фельдкирх-)Монфорт, и тем самым сменил собой старую графскую резиденцию замок Альт-Монфорт.
В 1375 году бургграф Рудольф IV фон Монфорт продал замок Шаттенбург и владение Фельдкирх австрийскому герцогу Леопольду III из династии Габсбург. После смерти Рудольфа графством от имени Габсбургов управляли фогты, также располагавшиеся в замке.
Осенью 1405 года в ходе Аппенцелльских войн при фогте графе Фридрихе фон Тоггенбург Шаттенбург был осаждён объединёнными отрядами швейцарцев и жителей Фельдкирха. После 18 недель осады и постоянного артиллерийского обстрела, 29 января 1406 года замок капитулировал, и в итоге был сожжён дотла. Через 2 года Шаттенбург был восстановлен, но уже в 1415 и в 1417 годах снова серьёзно пострадал в результате военного конфликта короля Сигизмунда и герцога Фридриха IV.
В 1417 году Шаттенбург отошёл графу Фридриху VII фон Тоггенбург, предпринявшему значительные перестройки: так, именно при нём были возведены те три крыла замка, которые определяют облик сооружения и сегодня. Со смертью Фридриха VII в 1436 году замок снова попал во владение Габсбургов.
В XV веке при фогте Иоганне фон Кёнигсэгг, и позже в XVII веке Шаттенбург был ещё больше расширен и укреплён, чтобы быть в состоянии противостоять всё более совершенным артиллерийским орудиям. Вероятно, именно эти приготовления не позволили швейцарцам повторно взять и разрушить замок в Швабской войне 1499 года. Шаттенбург стал опорным пунктом императора Максимилиана в борьбе против территориальной экспансии Швейцарского союза.
В 1647 году замок, как и город Фельдкирх, был без боя занят шведскими войсками в ходе Тридцатилетней войны. Предусмотренное победителями полное разрушение замка и города было предотвращено лишь посредством уплаты значительной контрибуции; в то же самое время Фельдкирх должен был взять на себя обязательства по сохранению замка в интересах шведской короны. С окончанием Тридцатилетней войны Шаттенбург потерял своё военное значение.
В 1773 году фогты и управление провинцией окончательно переехали из замка в городскую резиденцию, что повлекло за собой постепенный упадок всего сооружения. В 1778—1825 годах Шаттенбург использовался как тюрьма с 6 камерами заключения и помещением для допросов. Одновременно, в 1799, 1806 и 1812 годах предпринимались попытки продать замок на слом, как каменоломню.
Наконец, в 1825 году Шаттенбург стал городской собственностью Фельдкирха, и использовался как казарма с 1831 по 1850 годы. Во второй половине XIX века в замке была организована богадельня, просуществовавшая вплоть до 1914 года.
Силами Музейного и краеведческого общества Фельдкирха в 1916—1917 годах в замке был обустроен Краеведческий музей Фельдкирха (нем. Feldkircher Heimatmuseum), крупнейший в своём роде в земле Форарльберг.
В годы национал-социалистической диктатуры, когда Австрия была включена в состав нацистской Германии, была выдвинута идея переоборудования и перестройки Шаттенбурга в так называемый «орденский замок» для воспитания новой «идеологически чистой» элиты; эти планы однако не были реализованы.
После окончания Второй мировой войны, Фельдкирх, как и вся земля Форарльберг попали во французскую зону оккупации, и в замке некоторое время размещалась французская казарма. 17 ноября 1953 года замок был окончательно передан Фельдкирху, и в нём снова был открыт музей.
Во внутреннем дворе замка, который можно осмотреть без посещения музея, также располагается весьма популярный у местных жителей и туристов ресторан.